# Jörn Svensson
Jörn Svensson (13 de fevereiro de 1936 – 12 de novembro de 2021) foi um político sueco. Membro do Partido da Esquerda, serviu no Riksdag de 1971 a 1988 e no Parlamento Europeu de 1995 a 1999 como membro da Esquerda no Parlamento Europeu — GUE/NGL.